# 聖誕布丁
聖誕布丁（英語：Christmas pudding），是一種在聖誕節供應的傳統布丁，通常作為聖誕晚餐的一部分。聖誕布丁起源於中世紀的英格蘭，有時也稱作葡萄乾布丁，然而這也可以指其他種包含乾果的蒸熟布丁。英文有時也會稱為「Plum pudding」，但plum在維多利亞時代之前指的是葡萄乾（raisin），而非現在指的梅子。

## 基礎知識

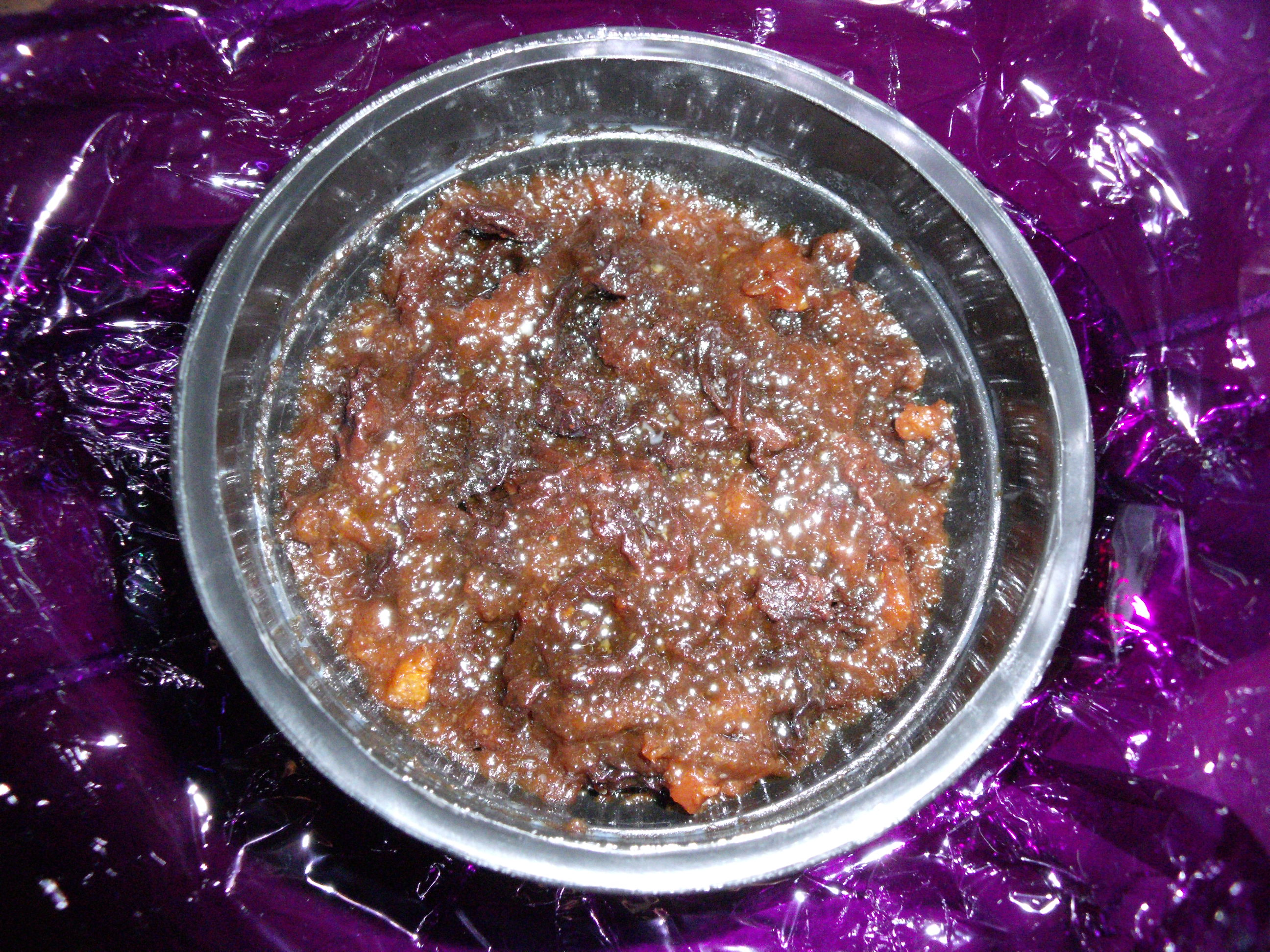
在布拉克內爾的伯克郡製造的聖誕布丁

許多家庭都有屬於他們自己的聖誕布丁配方，有些通過家族傳承了世世代代。基本上配方匯集了傳統上昂貴或奢華的成分 — 尤其甜香料在發展其獨特的濃郁香氣上尤其重要，這通常使用羊油。它在外觀上非常的黑，這是由於在大多數的配方中都含黑糖與黑糖漿，還有它的烹調時間相當長。混和物可以浸在柑橘類的果汁、白蘭地和其它酒精飲料（一些配方稱之為黑啤酒，諸如柔性黑啤酒、烈性黑啤酒或波特黑啤酒）中。

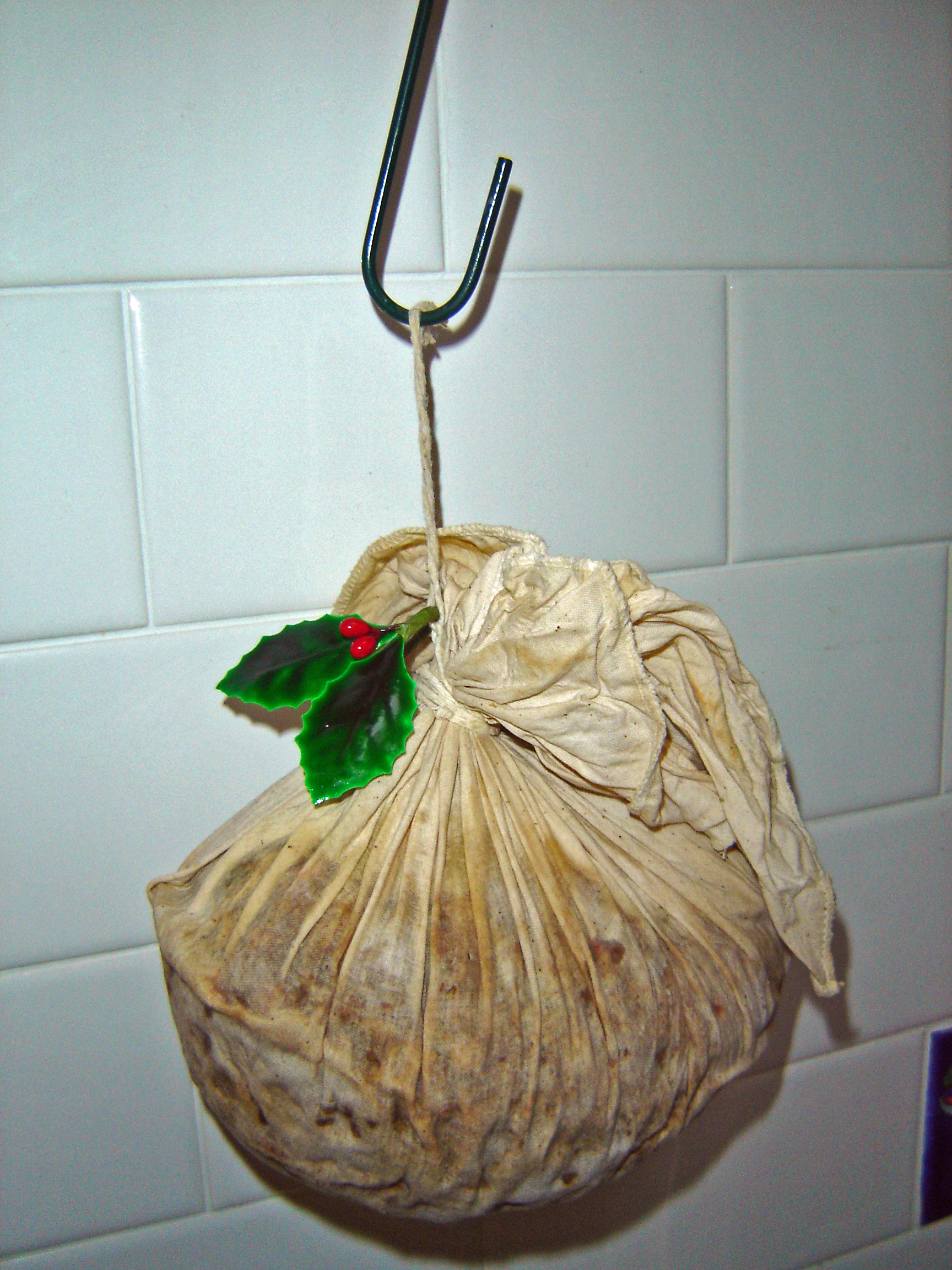
聖誕布丁往往在上桌的前一週掛在鉤子上乾燥以增強風味，這個布丁是以傳統的布料包裹，而非用盆子。

至十九世紀之前，英國的聖誕布丁往往用布丁布包成圓形煮沸。在新維多利亞時代時則流行把麵團放在盆子上再蒸烤，其次是解除布丁的纏繞，放在盤子上，再於頂部裝飾上一小枝冬青。
初次蒸烤通常會花上好幾個小時。上桌時，再以蒸烤加熱一次，接著旁邊放上溫暖的白蘭地。可以與甜奶油醬、白蘭地黃油、朗姆酒奶油、奶油、檸檬奶油、卡士達或含糖調味料，且有時撒上精白砂糖。

## 歷史
葡萄乾布丁與聖誕節的關聯可以追溯至中世紀的英格蘭的一項習俗：「布丁應準備十三種原料，代表基督與十二使徒，且每一個家庭成員由東到西攪拌它以榮耀東方三博士，以及祂們朝著那個方向的旅程，並應於三位一體後的第二十五個星期日製作。」葡萄乾布丁的配方如果不完全，主要出現在十七世紀以後。他們可能的始祖包括鹹味的布丁，諸如在Harleian MS 279（15世紀的烹飪書籍）中的配方、crustbrandy ades
、malaches whyte、水煮奶油（一種攪拌過的卡士達）、以及麵包片。在早期的葡萄乾布丁配方中，有各式各樣的原料和方法。
將這些配方的特色以結合或提煉的方式得以產生出葡萄乾布丁的配方。例如，結合攪拌過的卡士達和麵包塊，可以製造出奶油伴水果，一種現代風格的早期葡萄乾布丁，與布丁非常類似。一些早期的卡士達，諸如Harleian MS 279中的「卡士達隆巴頓」，與葡萄乾布丁只有使用餅皮或麵包屑的差異。Malaches whyte，另一種餅皮，填充物有雞蛋、麵包屑、奶油，但沒有葡萄乾。所以一個發展完全的葡萄乾布丁配方可以從上述的可能始祖的列表重組而獲得。這並不是說它沒有其它的始祖，而是說已經不需要任何其它的始祖了。
雖然布丁的最終型態出現在維多利亞時代的英國，它的起源可以追溯回西元1420年代的兩個來源。它並不是作為蜜餞或甜點出現，而是一種在季末保存肉類的方法。因為飼料的短缺，在秋季，所有剩餘的家畜被宰殺。而肉則連同乾燥的水果作為防腐劑保存在糕餅盒中。由此產生的「大肉餡餅」可以養活一大群人，尤其是在節日期間。然而，現代布丁的主要始祖是濃湯，一種起源於羅馬時代的肉和蔬菜的藥汁。它在一個大鍋子內準備，原料包括乾燥的水果加糖和調味料一起被慢煮。在十五世紀，「葡萄乾濃湯」是一種肉類、蔬菜和水果的草率混合物，通常在一頓飯的最開始時上桌。
在1714年，英國的喬治一世（有時也被稱為布丁國王）要求在他的第一次聖誕節的皇家盛宴中要有葡萄乾布丁。「葡萄乾粥」的配方出現在西元1740年的「聖誕節娛樂」中。隨著十八世紀肉類保存技術的進步，肉餡餅和葡萄乾濃湯的鹹味元素減少，而甜味含量增加。肉餡餅保有它的名字，而濃湯卻越來越被稱作「葡萄乾布丁」。但是後者通常是用作收穫節的慶祝餐點，而非聖誕節。但直到西元1830年代，由麵粉、水果、羊油、糖和香料組成的大砲彈（cannon-ball），皆在上方裝飾以冬青樹葉，取得了鮮明的外觀，變得與聖誕節越來越相關。在西元1747年，倫敦美食作家漢娜·格拉塞給出了聖誕節葡萄乾粥的配方，但東薩塞克斯郡的廚師伊丽莎·阿克顿似乎是第一個在她的食譜中稱其為「聖誕節布丁」的人。

## 祝福和其它傳統
傳統上布丁會在「將臨期之前最後主日」的星期日或在這天之後立即製作，即聖誕節前的四到五週。那個星期日在英國國教會的公禱書上的集禱文（collect），就像十六世紀時（以及現代的傳統教會）用的一樣，內容如下：
"Stir up, we beseech thee, O Lord, the wills of thy faithful people; that they, plenteously bringing forth the fruit of good works, may by thee be plenteously rewarded; through Jesus Christ our Lord. Amen"

這一天便被稱為「攪拌的星期天」傳統上每個家庭成員，至少每個小孩，都會在攪拌的同時許個願望。

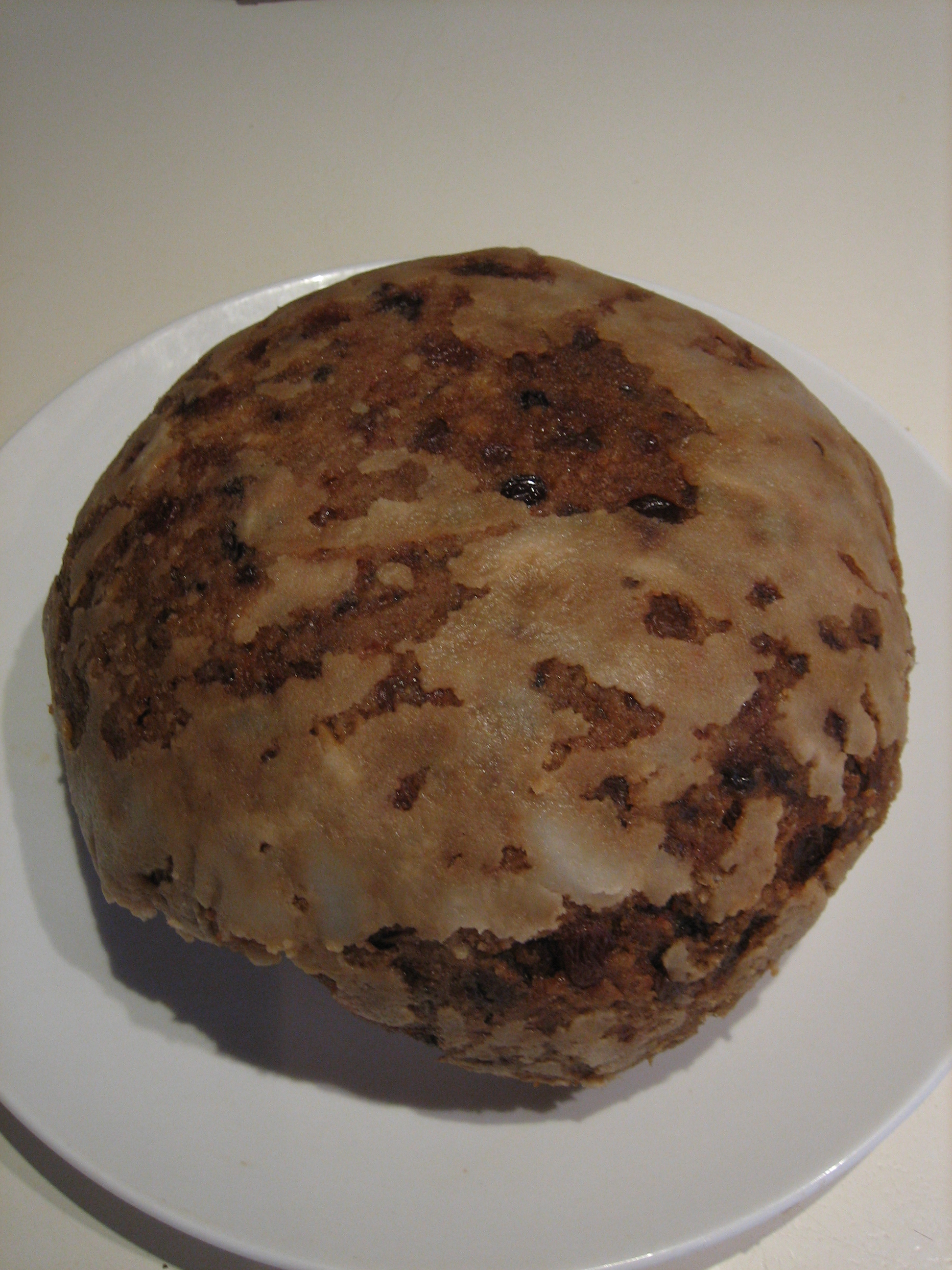
傳統的袋煮聖誕布丁仍然呈現出表面。

在布丁混和物中放入可以讓食用者保存起來的幾枚小銀幣是常見的作法。常用的選擇是一個銀色的三便士或六便士。硬幣被認為可以在來年帶來好運。
其它的象徵物也包括在內，諸如小許願骨（帶來好運）、銀色頂針（節儉）、錨（象徵避風港） 。
一旦打開盆子，綴以冬青樹葉，澆以白蘭地，然後點燃，布丁被傳統而隆重地放到桌上，迎接掌聲雷動。在西元1843年，查爾斯·狄更斯在小氣財神（或譯「聖誕頌歌」，英文：A Christmas Carol）描述該場面為：
「克瑞奇太太獨自離開了房間（太緊張以致於不敢看）去拿出聖誕布丁…哈囉！大量的蒸氣！布丁從聞起來像是洗衣日的衣服一樣的味道的銅製品中出現。像是食品店與糕餅店相鄰的隔壁有一位洗衣婦的那種味道，那就是布丁。半分鐘後，克瑞奇太太進來了（雖然臉紅，但自豪地微笑著），布丁就像一個斑點狀的大砲彈，非常堅硬牢固，熾烈的十六分之一點燃的白蘭地，然後在頂端綴以聖誕冬青樹葉。」

## 聖誕節之後
聖誕布丁有很好的保存性質，很多家庭都會在聖誕節之後留下一個以便在之後的節日慶祝時食用，通常是在復活節。康斯坦斯·史普萊的記錄顯示，把今年的聖誕節布丁留到明年的聖誕節食用並不常見。